# 2PM
2PM (кор. 투피엠) — южнокорейский бойбенд, сформированный в 2008 году компанией JYP Entertainment. Коллектив состоит из шести участников: Джун Кея, Никхуна, Тхэкёна, Уёна, Чунхо и Чансона. Первоначально группа состояла из семи человек, но её первый лидер, Чжебом, ушёл из агентства в 2010 году.
История участников 2PM началась, когда известный музыкальный продюсер, основатель и директор JYP Entertainment, Пак Чин Ён, сформировал бойбенд One Day, состоящий из 11 участников. Однако вскоре он был разделён на две отдельные друг от друга группы: 2AM и 2PM соответственно. 2PM официально дебютировали в сентябре 2008 года с синглом «10점 만점에 10점» (англ. 10 Points Out of 10 Points), хореография содержала в себе акробатические элементы. Свой первый сингл № 1 группа заработала с песней «Again & Again». Официальный японский дебют состоялся в 2011 году с альбомом Republic of 2PM.
2PM являются единственной мужской группой JYP Entertainment, выступающей на сцене 15 лет (до недавнего времени они были вторым коллективом в агентстве в целом после Wonder Girls, которые распались в 2017 году); они также стали единственными из One Day, продлившими контракты с JYP почти в полном своём составе (все участники 2AM ушли по разным агентствам; Тэкён решил не возобновлять контракт, но, тем не менее, продолжит продвигаться в составе группы).

## Карьера

### Предебют
Почти все участники 2PM успешно прошли прослушивание (за исключением Никхуна, который был выбран сразу), чтобы стать трейни JYP. Некоторые из них уже имели опыт в индустрии развлечении: Джун Кей выиграл несколько песенных конкурсов, Тэкён, Чунхо и Чансон участвовали в шоу «Выживает сильнейший». Также некоторые жили в США: Чжебом в Сиэтле, Никхун в Южной Калифорнии, а Тэкён семь лет провёл в Массачусетсе, прежде чем вернуться в Корею.
Изначально участники были в составе бойбенда One Day. Документальный фильм «Стажёры JYP» показывал повседневную жизнь стажёров. По результатам голосования в финале Чжебом заработал наибольшее количество голосов. Также за время шоу исключили трёх других трейни: Ли Сви Чи, Чон Чжин Уна и Юн Дуд Жуна. Однако Чжин Ун заменил Им Дэ Хона в финальном отборе. В конце в состав One Day вошли 11 участников. Впоследствии они были разделены на две группы: 2AM (исполняющие песни в жанре баллады) и 2PM, основным стилем которых был хип-хоп.

### 2008−10: Дебют,01:59PM,Don’t Stop Can’t Stopи уход Чжебома

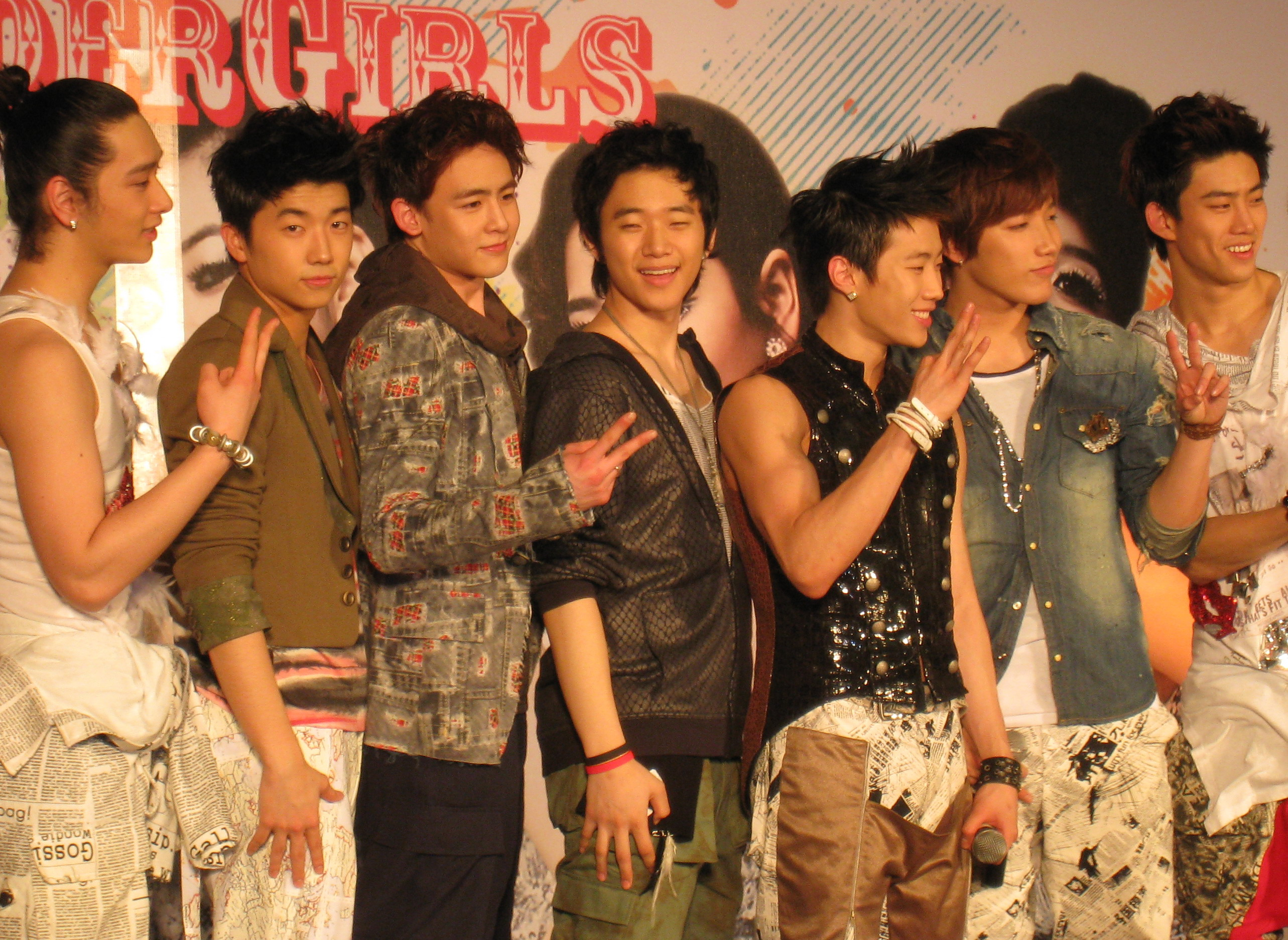
2PM на пресс-конференции в честь тура Wonder Girls в Бангкоке, 2009 год

Корейский музыкальный рынок заполнялся всё большим количеством новых групп, и мужские коллективы зачастую использовали имидж «милых (или „цветочных“) мальчиков». 2PM должны были значительно выделиться из общей массы, используя более мужественный образ. Благодаря этому они создали «животный» феномен в 2008 году. Чжебом стал лидером, так как был самым старшим, а также признан самым талантливым другими участниками. Он играл ключевую роль во многих ранних работах 2PM.
Дебют группы состоялся 4 сентября с синглом «10점 만점에 10점». В октябре они начали промоушен с би-сайд синглом «Only You». В апреле был выпущен второй мини-альбом 2:00PM Time For Change. Свою первую победу на музыкальном шоу они одержали с «Again & Again» 7 мая на M! Countdown. 11 июля стартовал промоушен сингла «니가 밉다(I Hate You)».
```
«Я родился и воспитывался в Америке, поэтому с трудом понимал Корею; когда я впервые приехал, то не мог разговаривать на корейском, не мог привыкнуть к еде, не знал и не понимал корейскую культуру. Вся моя семья была в США, и когда я прибыл в Корею, то мне казалось, что все относятся ко мне холодно. У меня даже в мыслях не было дебютировать, и я чувствовал одиночество. Это был очень тяжёлый и одинокий период для меня по разным причинам. Я скучал по дому, хотел всё бросить и вернуться к своей семье»
```

Позже в том же году в сети появились материалы, значительно испортившие репутацию Чжебома. 4 сентября 2009 года, в день первой годовщины 2PM, в Интернете были размещены записи с его личного аккаунта в Myspace, в которых он выражал своё недовольство Корее, хотя в то время являлся трейни JYP. Данные посты были опубликованы людьми, взломавшими его аккаунт, вырваны из контекста и неправильно поняты корейскими СМИ. Чжебом извинился за свой проступок. Даже несмотря на то, что некоторые требовали, чтобы его выгнали из группы, Пак Чин Ён в своём заявлении 7 сентября объявил, что в скором времени Чжебом вернётся и продолжит продвигаться в составе 2PM. На следующий день сам Чжебом в своём официальном фанкафе объявил, что уходит из группы и вернётся в США, пока вся ситуация не уляжется. Он планировал вернуться в школу и улучшить понимание своей музыки. В то же время, Чжебом извинился перед другими участниками 2PM за то, что не был для них хорошим лидером и старшим братом. Пак Чин Ён подтвердил, что группа продолжит продвижение в составе шести человек. Из-за бурных обсуждений 2PM пришлось на несколько недель взять перерыв и не появляться на телевидении.
Несмотря на скандал, 10 ноября группа выпускает свой первый студийный альбом 01:59PM. Вопросы об участии Чжебома в деятельности 2PM возобновились. 11 ноября Пак Чин Ён заявил, что он может вернуться, если сам того захочет, однако его возвращение не было неизбежным. В поддержку Чжебома остальные участники решили разделить доход, полученный от промо, с ним. Альбом был полностью записан при участии Пака, однако с обложки убрали его лицо. Ранее группа закончила переснимать видеоклип «Heartbeat» уже без Чжебома.
Через полторы недели после камбэка 2PM удостоились наград «Лучшая мужская группа» и «Артист Года» на ежегодной музыкальной премии Mnet Asian Music Awards. Во время выступления «Again & Again» они отдали Чжебому дань уважения: его позиция в хореографии была освещена софитом, а строчки в песне так и остались в его исполнении, играя из фонограммы оригинала.
Через две недели после начала промоушена, 2PM стали № 1 с «Heartbeat» на Music Bank, песня находилась на первом месте более трёх недель. «Heartbeat» также получила «тройную корону», то есть песня становилась № 1 три раза на Inkigayo, наибольшее количество раз, когда сингл имел возможность одержать победу. 30 декабря на ежегодном музыкальном фестивале KBS Music Festival «Again & Again» была признана «Песней Года», набрав 57 060 очков. Промоушен со вторым синглом «Tired of Waiting» завершился в январе 2010 года.
В феврале 2010 года JYP Entertainment выпустило заявление, где было объявлено, что Чжебом не вернётся к деятельности 2PM, так как его контракт с агентством был прекращён с согласия остальных шести участников. Два дня спустя был проведён фанмитинг, совмещённый также с пресс-конференцией при участии генерального директора JYP Чхве Чон Ука. Многочисленные фан-сайты 2PM прекратили свою деятельность в качестве протеста против ухода Чжебома. Менеджмент заявил, что группа продолжит двигаться дальше уже в окончательном составе из шестерых, нового лидера выбрано не будет.
В апреле был выпущен сингловый альбом Don’t Stop Can’t Stop. Группа вновь демонстрировала сильные образы, как в предыдущих релизах. Летом они выступали на разогреве концертов Wonder Girls в США. В тот же период 2PM были участниками Korea Times Music Festival в Лос-Анджелесе, а также Dream Concert в Сеуле.
2PM выпустили песню «What’s Your Celebration?» для Чемпионата мира по футболу, которая содержала семплы «Wavin' Flag» K'Naan. Чуть позже Тэкён и Уён покинули позиции ведущих музыкального шоу Inkigayo; Уён также ушёл из шоу «Победа! Победа!». Первые концерты группы прошли 31 июля и 1 августа в Сеуле, а также 7 и 8 августа в Пусане. 2AM и miss A были приглашены в качестве специальных гостей. Первое шоу посетили более 12 тысяч зрителей. 4 и 5 сентября 2PM провели заключительные концерты в Сеуле, чтобы отпраздновать вторую годовщину.
В октябре был выпущен четвёртый мини-альбом Still 2:00PM. Сингл «I’ll Be Back» держался на вершине чарта Music Bank две недели. Через месяц релиз неожиданно дебютировал на 13 месте в мировом альбомном чарте Billboard при отсутствии какого-либо промо в США. Группа также забрала награду «Самый популярный азиатский исполнитель» на премии Mandarin Music Honors в Китае. Ранее Рейн, Чан На Ра и Син Сын Хун уже одерживали победу в данной номинации, но 2PM стали первой корейской айдол-группой.
Японский дебют 2PM официально состоялся в конце года.

### 2011−14:Republic of 2PM,Hands Up,GrownиGo Crazy!

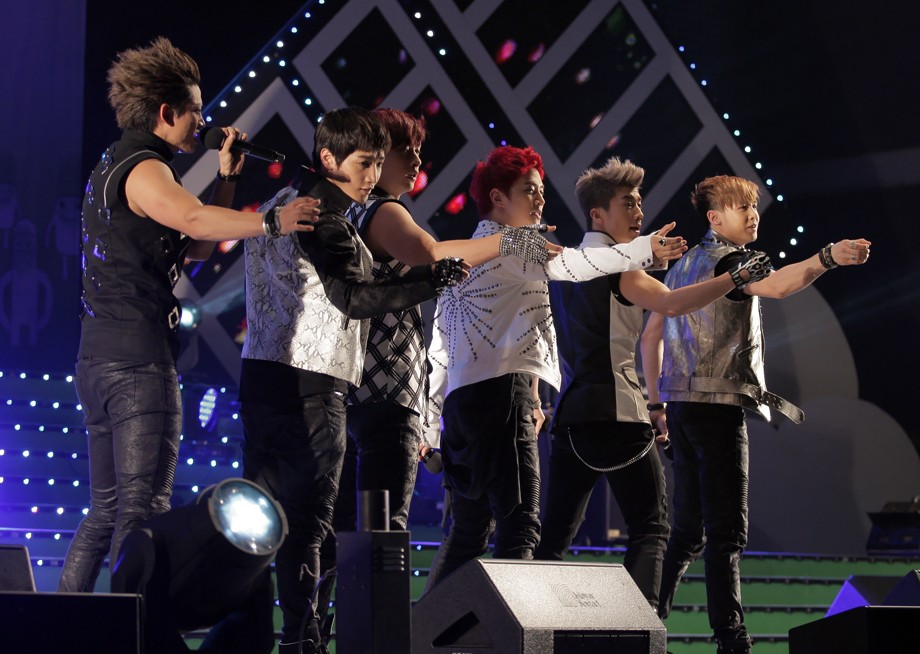
2PM в июле 2011 года

В мае 2011 года 2PM выпустили первый японский сингл «Take Off». Он стал темой для японского аниме «Синий Экзорцист». Первый японский концерт состоялся 6 мая в Саппоро, и закончился через неделю в Токио.
20 июня состоялся выход второго студийного альбома Hands Up. Этот релиз стал первым, где участники приняли участие в создании песен: над «HOT» работал Джун Кей, а над «Give it to Me» — Чунхо. Промоушен был коротким и завершился лишь через месяц. Это позволило 2PM подготовиться к японскому промоушену и предстоящему туру. «Шоу 2PM» начало трансляцию на телеканале SBS в том же месяце. Это был первый раз, когда 2PM вели названную в их честь программу.
30 ноября был выпущен первый японский студийный альбом Republic of 2PM. Он состоял из ранее выпущенных японских синглов, японских версий корейских хитов, а также содержал песню, написанную и спродюсированную Джун Кеем — «離れていても (Even When We’re Apart)» и четыре совершенно новые композиции. Обложка альбома являлась отсылкой к стилю 50-х и 60-х годов прошлого века. Согласно данным альбомного чарта Oricon, 2PM стали вторыми самыми продаваемыми артистами в Японии за 2011 году, оставаясь позади Kis-My-Ft2. Они заработали 990 миллионов иен.
В апреле 2012 года 2PM анонсировали планы по поводу создания документального фильма совместно с 2AM, который получил название «За один день». Вскоре был представлен первый трейлер.
В мае 2013 года, спустя больше года с момента выхода последнего альбома, 2PM выпустили третий студийный альбом Grown. Со 2 мая по 31 июля группа также приняла участие в выставке 2PM G+Star Zone. 16 мая состоялось выступление на M!Countdown.
В 2014 году начались съёмки видеоклипа к предстоящему возвращению 2PM, однако на площадке случился небольшой пожар, и, по сообщениям, никто из участников или же стаффа не пострадал. Изначально камбэк должен был состояться уже в апреле, однако его пришлось отложить из-за индивидуальной деятельности 2PM. Позже была информация, что альбом будет выпущен в начале июня, затем в июле или ещё позднее в том же году. Представитель JYP Entertainment 14 мая впервые прокомментировал столь долгое откладывание долгожданного возвращения группы: «Их камбэк отодвигался довольно долгое время. Он будет в конце первой половины текущего года, однако дата все ещё не установлена». 31 августа были выпущены первые тизеры к камбэку с альбомом Go Crazy!. Сам же альбом вышел 10 сентября.

### 2015−настоящее время:No.5,Gentlemen’s Gameи служба в армии

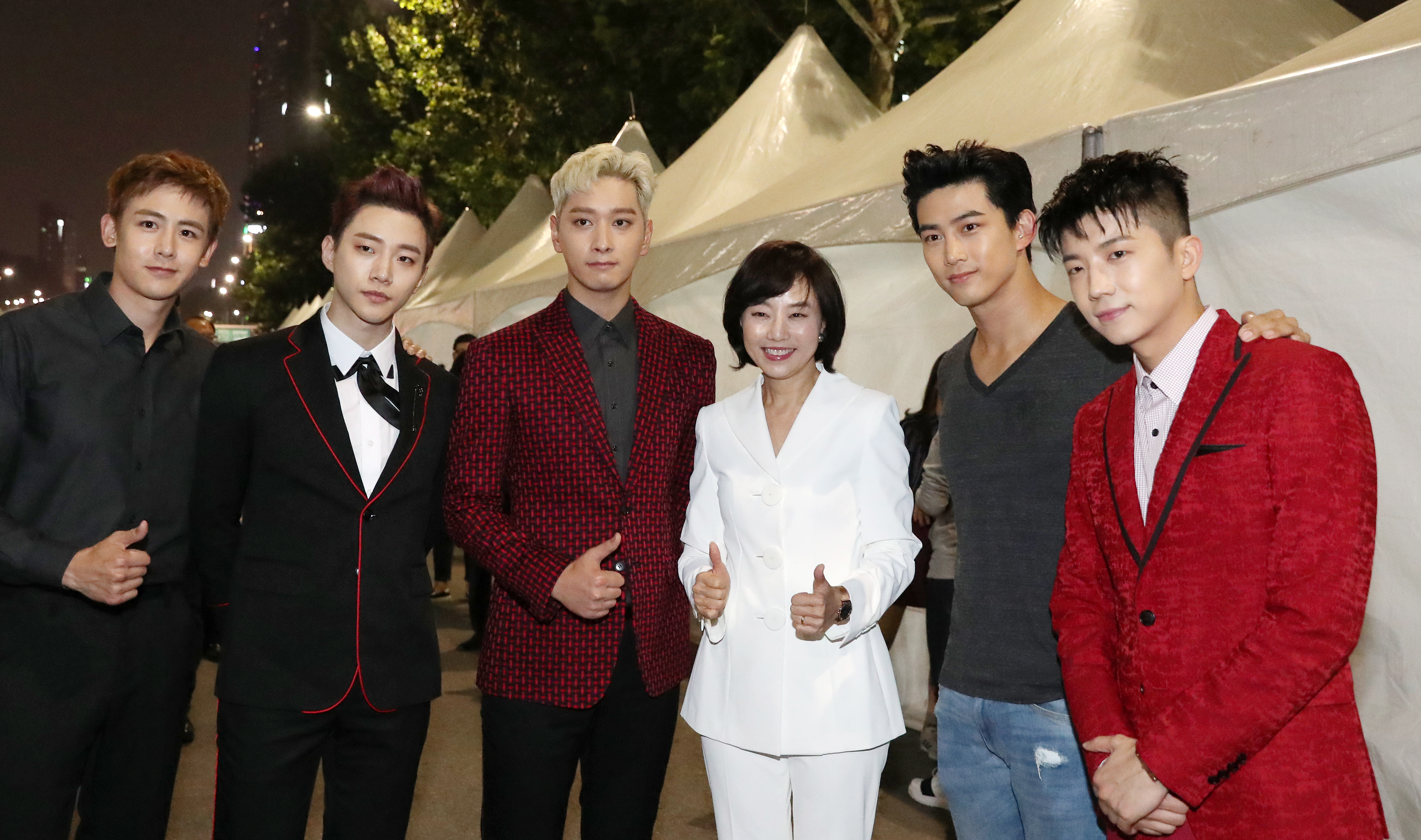
2PM на Korea Sale Festa, сентябрь 2016 года

Пятый студийный альбом No.5 был выпущен 15 июня 2015 года. Девять из двенадцати песен был написаны самими участниками, сингл «My House» был написан Джун Кеем.
3 сентября 2016 года в своём профиле в Instagram Чунхо опубликовал расписание к предстоящему камбэку группы. На следующий день 2PM отпраздновали свою восьмую годовщину. В тот же день были выпущены индивидуальные тизеры. Альбом Gentlemen’s Game был выпущен 13 сентября. Релиз также стал их последним перед тем, как участники по очереди начнут уходить в армию.
Первым на службу заступил Тэкён, его зачисление состоялось 4 сентября 2017 года, на девятую годовщину группы. 31 января 2018 года было объявлено, что пять из шести участников продлили контракты с JYP Entertainment, однако обсуждение о продлении контракта Тэкёна начнётся после того, как он завершит свою службу. На следующий день также было объявлено, что 2PM стали директорами по внешним связям агентства. 8 мая на службу заступил Джун Кей, а 9 июля Уён.
25 июля стало известно, что Тэкён не стал продлевать свой контракт с JYP и подписал контракт с актёрским агентством 51K, однако будет продвигаться в составе группы после возвращения из армии.

## Участники

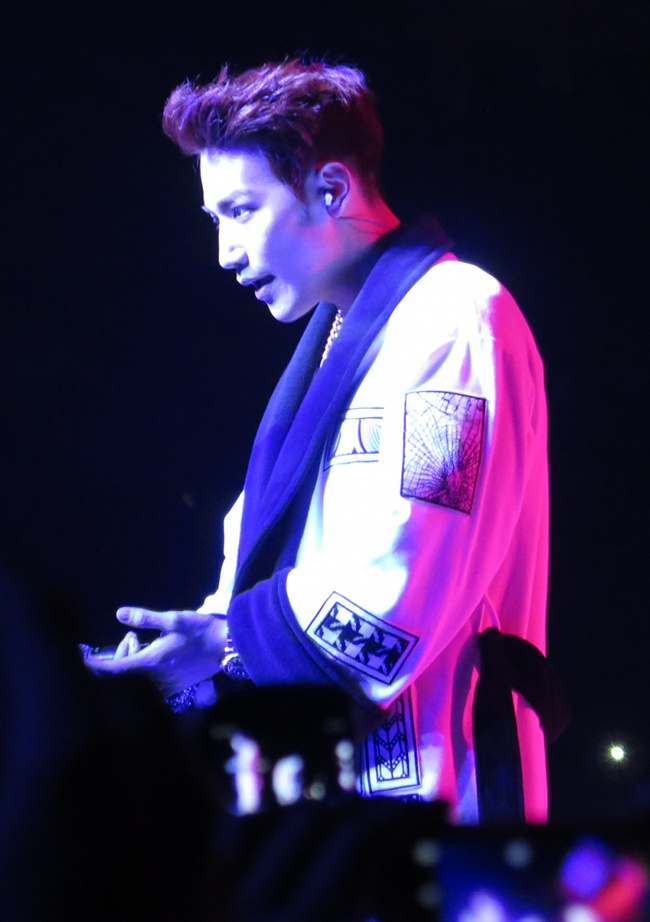
Джун Кей
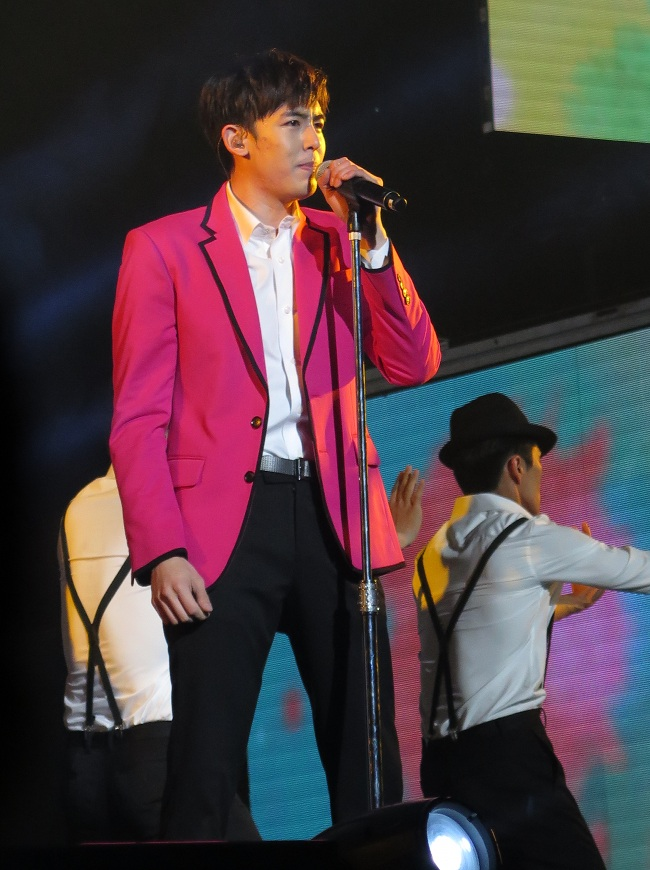
Никхун
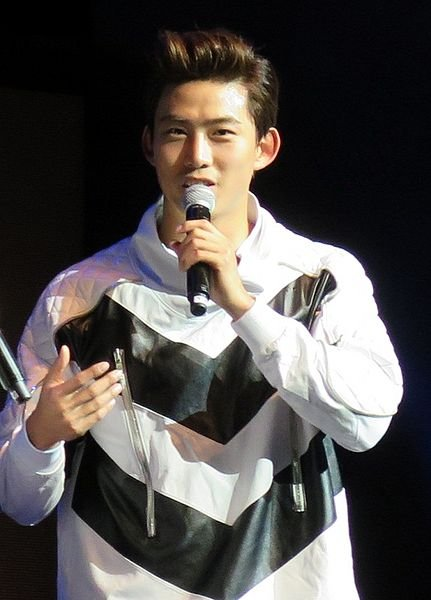
Тэкён
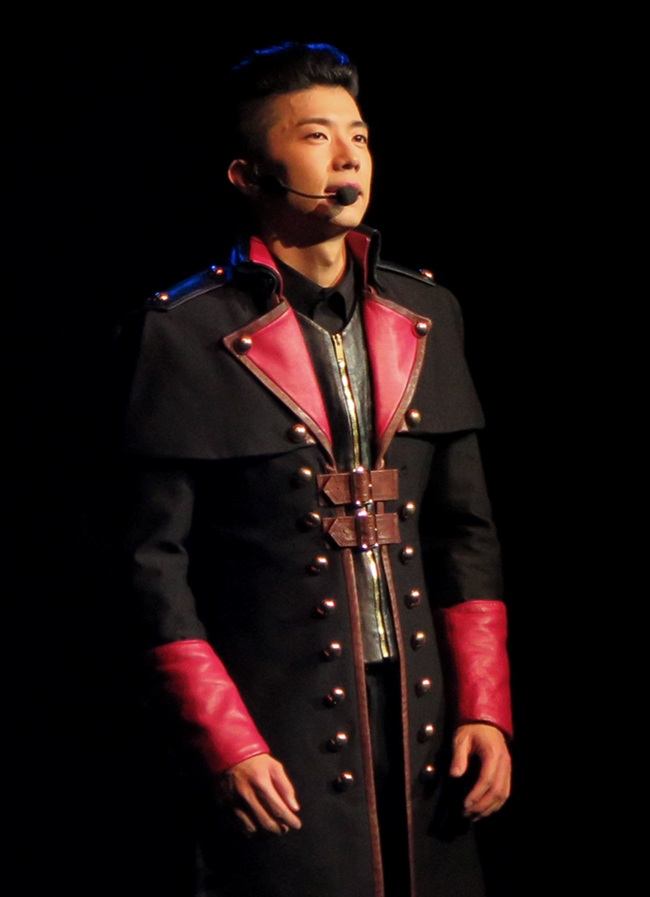
Уён
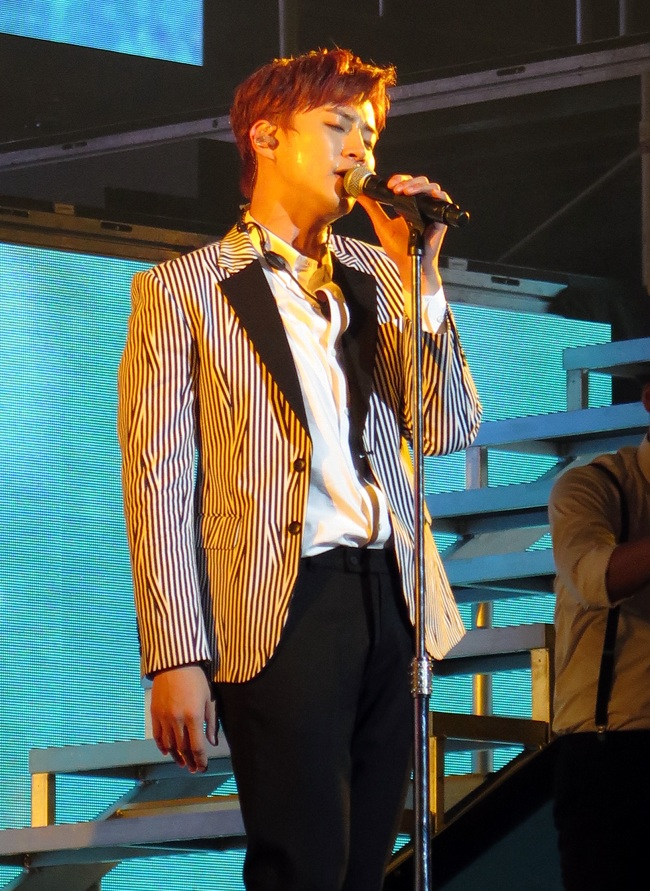
Чунхо
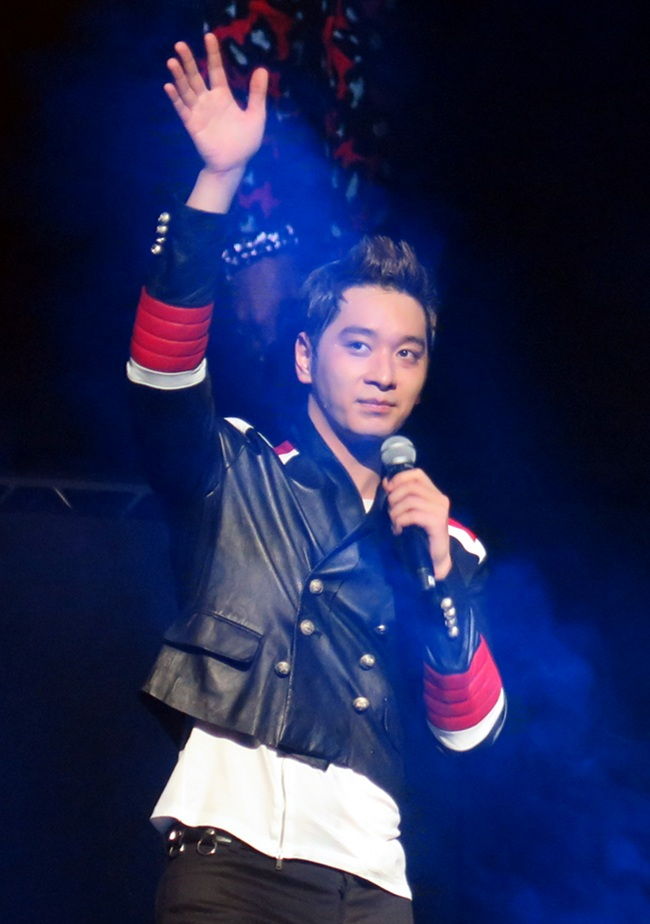
Чансон

| Сценический псевдоним | Сценический псевдоним | Настоящее имя         | Настоящее имя   | Дата рождения | Позиция в группе                 |
| Основной              | Другой                | На русском            | Хангыль Тайский | Дата рождения | Позиция в группе                 |
| --------------------- | --------------------- | --------------------- | --------------- | ------------- | -------------------------------- |
| Джун Кей              | Jun.K                 | Ким Мин Чжун          | 준케이          | 15.01.1988    | Главный вокалист                 |
| Никхун                | Nichkhun              | Никхун Бак Хорведжкул | นิชคุณ หรเวชกุล    | 24.06.1988    | вокалист, рэпер, вижуал          |
| Тэкён                 | Taecyeon              | Ок Тэк Ён             | 옥택연          | 27.12.1988    | Главный рэпер                    |
| Уён                   | Wooyoung              | Чан У Ён              | 장우영          | 30.04.1989    | Ведущий вокалист, главный танцор |
| Чунхо                 | Junho                 | Ли Чун Хо             | 이준호          | 25.01.1990    | Главный вокалист, ведущий танцор |
| Чансон                | Chansung              | Хван Чан Сон          | 황찬성          | 11.02.1990    | Ведущий рэпер, вокалист, макнэ   |

### Бывшие участники
| Сценический псевдоним | Сценический псевдоним | Настоящее имя | Настоящее имя   | Дата рождения | Позиция в группе               |
| Основной              | Другой                | На русском    | Хангыль Тайский | Дата рождения | Позиция в группе               |
| --------------------- | --------------------- | ------------- | --------------- | ------------- | ------------------------------ |
| Чжебом                | Jaebeom               | Пак Чже Бом   | 박재범          | 25.04.1987    | Лидер, главный вокалист, рэпер |

## Дискография
| - 01:59PM (2009) - Hands Up (2011) - Grown (2013) - Go Crazy! (2014) - No.5 (2015) - Gentlemen’s Game (2016) - Must (2021) | - Republic of 2PM (2011) - Legend of 2PM (2013) - Genesis of 2PM (2014) - 2PM of 2PM (2015) - Galaxy of 2PM (2016) |  |

## Концерты и туры
| - 1st Concert: Don’t Stop Can’t Stop (2010) - First Japan Tour: Take Off (2011) - Japan Arena Tour: REPUBLIC OF 2PM (2011) - 2nd Concert: HANDS UP ASIA TOUR (2011−12) - Six Beautiful Days (2012) - «What Time Is It?» − Asia Tour (2012−13) - Japan Arena Tour: LEGEND OF 2PM (2013) - Legend Of 2PM in Tokyo Dome (2013) - Japan Arena Tour: GENESIS OF 2PM (2014) - 2PM World Tour «GO CRAZY!» (2014−15) - Japan Arena Tour: 2PM OF 2PM (2015) - 2PM Six «HIGHER» Days (2015) - 2PM CONCERT ‘House Party’ (2015−16) - Japan Arena Tour: GALAXY OF 2PM (2016) - The 2PM in Tokyo Dome (2016) - 2PM CONCERT '6Nights' (2017) - 2pm 15th anniversary concert <It's 2PM> (2023) | - 2009 JYP Tour - 2010 JYP Nation Team Play Concert - 2011 JYP Nation Concert in Japan - 2012 JYP Nation Concert in Seoul - 2012 JYP Nation Concert in Japan - 2014 JYP Nation ONE MIC in Seoul - 2014 JYP Nation ONE MIC in Hong Kong - 2014 JYP Nation ONE MIC in Tokyo - 2014 JYP Nation ONE MIC in Bangkok - 2016 JYP Nation Hologram Concert - 2016 JYP Nation Mix&Match Concert | - 2010 Wonder Girls World Tour (разогрев в США) - 2014 Powerhouse Go Crazy в Лос-Анджелесе, Далласе, Чикаго и Нью-Йорке |  |

## Награды
2008 — Cyworld Digital Music Awards — Rookie of the Month
2008 — Asia Song Festival — Asian Newcomer’s Award
2009 — Golden Disk Awards — Disk Bonsang Award
2009 — Melon Music Awards — 2009 Top 10
2009 — Mnet 20’s Choice Awards — HOT Performance Star
2009 — Mnet 20’s Choice Awards — HOT Summer Heat Popularity
2009 — KBS Music Festival — Song Of The Year — DAESANG
2009 — Mnet Asian Music Awards — Best Male Group
2009 — Mnet Asian Music Awards — Artist of the Year — DAESANG
2009 — Thailand Pop Music Award — Thailand Pop Music Award
2010 — Cyworld Digital Music Awards — Bonsang Award
2010 — Seoul Music Awards — Popularity Award
2010 — Seoul Music Awards — Bonsang Award
2010 — Melon Music Awards — 2010 Top 10
2010 — Mnet 20’s Choice Awards — Daum’s Search Hot Star Award (Special Award)
2010 — Mnet 20’s Choice Awards — Most Influential Stars
2010 — Mnet Asian Music Awards — Best Male Group
2010 — MTV Asia Awards — Best Popularity Award
2010 — Style Icon Awards — Male Singer Award
2010 — Asia Model Festival Awards — Popular Artist Award
2010 — Mandarin Music Honors Awards — Most Popular Asian Singer Award
2011 — Nickelodeon Korea Kids' Choice Awards — Favorite Male Singer
2012 — Japan Gold Disc Award — The Best 3 New Artists (Asia)
2012 — Japan Gold Disc Award — New Artist of the Year (Asia)
2012 — MTV Video Music Awards Japan — Best Group Video
2012 — RTHK International Pop Poll Awards — Top New Act
2013 — MBC Entertainment Awards — Popularity Award
2013 — MTV Video Music Awards Japan — Best Album of The Year
2014 — The Shilla Duty Free Asian Wave — Best Dance Performance
2014 — The Shilla Duty Free Asian Wave — Best Music Video
2014 — SBS Music Festival — Global Star Award
2016—2016 KU Music Asian Awards — Asian Most Popular Group
2016 — Japan Gold Disc Award — Best Album of the Year (Asia)